# McDonnell Douglas F-18 HARV
F-18 HARV (High Angle-of-Attack (Alpha) Research Vehicle) — исследовательский истребитель NASA. Модификация истребителя F/A-18 Hornet. Программа была направлена на изучение поведения истребителя на больших углах атаки, от 65 до 70 градусов. Программа продлилась с апреля 1987 года до 1996. На данный момент прекращена.